# Orlando City SC
Orlando City SC este un club de fotbal profesionist din Orlando, Statele Unite. Clubul a fost fondat în 2013 și a început să evolueze în Major League Soccer (MLS) din 2015. 	
Echipa este prima franciza MLS, situat în statul Florida, după ce liga a exclus echipele Miami Fusion și Tampa Bay Mutiny după sezonul 2001.

## Istorie
La data de 25 octombrie 2010, Phil Rawlins și grupul său de investitori ai Orlando City Football Club, au anunțat intențiile lor de a adera la Major League Soccer în următorii 3 până la 5 ani. La data de 28 februarie 2011, Orlando City a anunțat că s-a întâlnit cu comisarul Don Garber și cu oficiali ai ligii cu privire la extinderea acesteia. Subiectele acoperite au inclus datele demografice ale pieței din Orlando, sprijinul corporativ și sprijinul suporterilor locali pentru fotbal și au realizat o foaie de parcurs pentru o viitoare franciza MLS în Orlando. Oficialii echipei din Orlando s-au întâlnit din nou cu comisarul Don Garber la 10 noiembrie 2011, pentru discuții suplimentare cu privire la aderarea la MLS ca al 20-lea club- care în cele din urmă a plecat la New York City - în 2013.
La data de 1 martie 2012. Garber a vizitat Orlando pentru a se întâlni cu oficialii locali și statali. El a declarat: "Nu este o chestiune de dacă, ci când", atunci când a vorbit de șansele celor din Orlando de a adera la MLS. La 31 august 2012, Rawlins a declarat celor de la Orlando Business Journal că echipa ar putea obține aprobarea MLS încă din toamna anului 2013 și să fie gata să joace în liga până în 2014 sau 2015. Rawlins a spus că pentru a face acest lucru, liga a cerut echipei să caute posibilitatea construirii unui stadion de fotbal cu 22.000 locuri. "Nu au spus că trebuie să avem un stadion construit înainte de a ne putea alătura lor, dar cel puțin ar dori un plan care să arate că se întâmplă."
La 19 noiembrie 2013, Orlando City SC a fost anunțată ca a douăzeci și una franciză a ligii. La 13 mai 2014, echipa a prezentat noul logo-ul. La 9 iunie 2014, Orlando City SC a anunțat un parteneriat cu Benfica. Ca parte a acestui parteneriat, Orlando City a semnat cu doi jucători de la echipa SL Benfica Juniors U-19 - Estrela și Rafael Ramos - pe 7 august 2014. La 30 iunie 2014, echipa a semnat cu fostul internațional brazilian Kaká, împrumutându-l de la São Paulo FC până la începutul sezonului.
La 21 noiembrie 2014, Adrian Heath a semnat un contract de prelungire până la sfârșitul sezonului Major League Soccer 2017. [16] Ca o echipă venită prin extinderea ligii, Orlando a putut alege prima jucătorul la SuperDraft-ul MLS 2015, astfel că l-a ales pe canadianul Cyle Larin, care fusese jucător al celor de la Connecticut Huskies.

## Lotul actual
La 24 iunie 2024. 
| Nr. |                            | Poziție | Jucător                 |
| --- | -------------------------- | ------- | ----------------------- |
| 1   | Peru                       | P       | Pedro Gallese           |
| 3   | Brazilia                   | F       | Rafael Santos           |
| 4   | Slovenia                   | F       | David Brekalo           |
| 5   | Uruguay                    | M       | César Araújo            |
| 6   | Suedia                     | F       | Robin Jansson (căpitan) |
| 7   | Argentina                  | A       | Ramiro Enrique          |
| 8   | Brazilia                   | M       | Felipe Martins          |
| 9   | Columbia                   | A       | Luis Muriel (DP)        |
| 10  | Uruguay                    | M       | Facundo Torres (DP)     |
| 11  | Argentina                  | A       | Martín Ojeda (DP)       |
| 13  | Statele Unite ale Americii | A       | Duncan McGuire          |
| 14  | Uruguay                    | M       | Nicolás Lodeiro         |
| 15  | Argentina                  | F       | Rodrigo Schlegel        |
| 16  | Peru                       | M       | Wilder Cartagena        |

| Nr. |                            | Poziție | Jucător               |
| --- | -------------------------- | ------- | --------------------- |
| 17  | Islanda                    | M       | Dagur Dan Þórhallsson |
| 23  | Ghana                      | A       | Shakur Mohammed       |
| 24  | Statele Unite ale Americii | F       | Kyle Smith            |
| 26  | Statele Unite ale Americii | F       | Michael Halliday (HG) |
| 27  | Statele Unite ale Americii | A       | Jack Lynn             |
| 29  | Statele Unite ale Americii | F       | Tahir Reid-Brown (HG) |
| 30  | Statele Unite ale Americii | F       | Alex Freeman (HG)     |
| 31  | Statele Unite ale Americii | P       | Mason Stajduhar       |
| 33  | Statele Unite ale Americii | M       | Jeorgio Kocevski      |
| 50  | Venezuela                  | P       | Javier Otero (HG)     |
| 68  | Statele Unite ale Americii | F       | Thomas Williams (HG)  |
| 77  | Columbia                   | M       | Iván Angulo           |
| 95  | Chile                      | M       | Favian Loyola (HG)    |

## Palmares
| An   | MLS Sezonul regulat | MLS Sezonul regulat | MLS Sezonul regulat | MLS Sezonul regulat | MLS Sezonul regulat | MLS Sezonul regulat | MLS Sezonul regulat | Loc   | Loc     | Play-off Cupa MLS | Open Cup | Liga Campionilor | Golgeter   | Golgeter | Golgeter |
| An   | MJ                  | V                   | Î                   | E                   | GM                  | GP                  | Pt                  | Conf. | General | Play-off Cupa MLS | Open Cup | Liga Campionilor | Jucător    | Goluri   |          |
| ---- | ------------------- | ------------------- | ------------------- | ------------------- | ------------------- | ------------------- | ------------------- | ----- | ------- | ----------------- | -------- | ---------------- | ---------- | -------- | -------- |
| 2015 | 34                  | 12                  | 14                  | 8                   | 46                  | 56                  | 44                  | 7     | 14      | nu s-a calificat  | sferturi | nu s-a calificat | Cyle Larin | 17       |          |
| 2016 | 34                  | 9                   | 11                  | 14                  | 55                  | 60                  | 41                  | 8     | 15      | nu s-a calificat  | optimi   | nu s-a calificat | Cyle Larin | 14       |          |

## Recorduri jucători
La 23 octombrie 2016. 
| #  | Nume              | Carieră   | MLS | Play-off | Open Cup | LCC | Total |
| -- | ----------------- | --------- | --- | -------- | -------- | --- | ----- |
| 1  | Cyle Larin        | 2015–     | 59  | 0        | 2        | 0   | 61    |
| 2  | Kaká              | 2015–     | 52  | 0        | 2        | 0   | 54    |
| 3  | Seb Hines         | 2015–2016 | 49  | 0        | 4        | 0   | 53    |
| 4  | Carlos Rivas      | 2015–     | 48  | 0        | 3        | 0   | 51    |
| 5  | Cristian Higuita  | 2015–     | 47  | 0        | 2        | 0   | 49    |
| 5  | Luke Boden        | 2015–2016 | 45  | 0        | 4        | 0   | 49    |
| 6  | Brek Shea         | 2015–     | 46  | 0        | 1        | 0   | 47    |
| 7  | Servando Carrasco | 2015–     | 43  | 0        | 3        | 0   | 46    |
| 8  | Darwin Cerén      | 2015–2016 | 42  | 0        | 2        | 0   | 44    |
| 9  | Rafael Ramos      | 2015–     | 37  | 0        | 4        | 0   | 41    |
| 10 | Kevin Molino      | 2015–     | 37  | 0        | 2        | 0   | 39    |

### Top golgeteri
La 23 octombrie 2016. 
| # | Nume           | Carieră   | MLS | Play-off | Open Cup | LCC | Total |
| - | -------------- | --------- | --- | -------- | -------- | --- | ----- |
| 1 | Cyle Larin     | 2015–     | 31  | 0        | 1        | 0   | 32    |
| 2 | Kaká           | 2015–     | 18  | 0        | 1        | 0   | 19    |
| 3 | Kevin Molino   | 2015–     | 11  | 0        | 1        | 0   | 12    |
| 4 | Carlos Rivas   | 2015–     | 3   | 0        | 4        | 0   | 7     |
| 5 | Júlio Baptista | 2016–     | 6   | 0        | 0        | 0   | 6     |
| 6 | Adrian Winter  | 2015–2016 | 5   | 0        | 0        | 0   | 5     |
| 7 | Seb Hines      | 2015–     | 4   | 0        | 0        | 0   | 4     |
| 8 | Bryan Róchez   | 2015–     | 3   | 0        | 0        | 0   | 3     |
| 8 | Brek Shea      | 2015–     | 3   | 0        | 0        | 0   | 3     |